# William Henry Alexander Bishop
Sir William Henry Alexander Bishop, britanski general, * 1897, † 1984.